# Be My Favorite
『Be My Favorite』 (タイ語: บทกวีของปีแสง Be My Favorite、ビー・マイ・フェイバリット)は、ガウィン・キャスキーとピーラワット・シェーンポーティラット (クリス)が主演する2023年に放送されたタイのテレビドラマシリーズ。ジッティレインによる小説『บทกวีของปีแสง』(You Are My Favorite)を原作としている。日本では同年10月18日より楽天TVにて配信された。

## 概要
ワーステープ・ケトペッチ（ワー）が監督を務め、GMMTVとParbdee Taweesukが制作した本作は、2022年12月1日にGMMTVが開催した"GMMTV 2022 Borderless"にて2021年放送予定の22の作品のうちの1つとして紹介された。 しかし実際の放送は2023年まで延期され、GMM 25にて2023年5月26日より同年8月11日まで毎週金曜日に放送された。また同日20:30 (ICT)にはViuのオンラインプラットフォームでも配信された。

## あらすじ
ボットガウィー(ピーラワット・シェーンポーティラット)は約10年前の大学時代からプレーマイ(サランチャナー・アピーサマイモンコン)のことが好きだった。彼女のことが忘れられないまま月日は流れ、字幕制作の仕事をしていたある日、プレーがガウィにとって因縁の相手であるピーセーン(ガウィン・キャスキー)と結婚することを知る。ガウィは不思議な水晶玉の付いたオルゴールを使って過去に戻り、過去を変えることに。しかしプレーに好きになってもらうはずがなぜかピーセーンに好かれてしまった。その事実を受け入れられないガウィは何度も水晶玉のオルゴールを使って過去に戻っては未来を変えようとするが、何度やってもピーセーンと一緒になってしまう。もしかしてガウィの運命の相手はピーセーンだったのか？

## キャスト

### 主演
- ピーセーン：ガウィン・キャスキー (フルーク)
- ボットガウィー：ピーラワット・シェーンポーティラット (クリス)

### 助演
- プレーマイ：サランチャナー・アピーサマイモンコン (アーイ)
- マックス：タナブーン・キエットニラン (ウー)
- ノット：キーラティ・プアンマリー (タイトル)
- クワン：ジャスティナ・スヴァンビホク (ユス)
- タウィ(ボドカウィの父親)：ソンシット・ルンノッパクンシー（コブ）
- ポンサトーン(ペアマイの父親)：ポラワット・マヌープラサート（トム）
- トリダオ(ピセンの母親)：グレース・マハドゥムロンクール
- 水晶玉のオルゴールを修理してくれた人：モントリー・ジェンアクソーン (プー)
- タナパン・タンシットティプラサート (タータム)
- ウパウィット・ウタマ (ティー)
- オーラナット・ラムスート (ジウ)
- ペアマイの母親：ドゥジダオ・ヴァダナパコーン

## サウンドトラック
| 曲名                  | アーティスト                                  | 備考  |
| --------------------- | --------------------------------------------- | ----- |
| ย้อนเวลา (REDO)        | ピーラワット・シェーンポーティラット (クリス) | [ 4 ] |
| สิ่งเดียวที่ไม่ยอม (Unable) | ガウィン・キャスキー (フルーク)               | [ 5 ] |

## 制作
GMMTV 2022 Borderlessの制作発表会では当初ピセン役はチンラット・シリポンチャワリット (マイク)が演じる予定だった。しかし2022年9月13日、GMMTVはプリプロダクションプロセスを経て、全員の同意を得た上でピセン役をガウィン・キャスキー(フルーク)に変更する旨を発表した。